# Пшеченко Євгеній Юрійович
Євге́ній Ю́рійович Пшече́нко — солдат Збройних сил України, учасник російсько-української війни, відзначився у ході російського вторгнення в Україну.

## Життєпис
Народився 31 травня 1996 року в місті Черкаси. Навчався в Черкаській загальноосвітній школі № 26. Після закінчення школи вступив до Черкаського вищого професійного училища.
У складі батальйону «Донбас» з 2015 по 2016 роки виконував бойові завдання на сході України.В 2020 році підписав контракт зі Збройними силами України та потрапив до 15-го окремого гірсько-штурмового батальйону. Обіймав посаду майстра-номера обслуги мінометного взводу.
Загинув 10 лютого 2023 року в бою в Донецькій області. Похований 17 лютого на кладовищі в рідному місті.

## Нагороди
- Орден «За мужність» III ступеня (2022) — за особисту мужність і самовіддані дії, виявлені у захисті державного суверенітету та територіальної цілісності України, вірність військовій присязі.